# Estación Rihue
Rihue es una estación ubicada en la localidad de Rihue, comuna de Negrete, que construida junto con el Ferrocarril Talcahuano - Chillán y Angol, a fines del siglo XIX. Forma parte de la línea Troncal Sur. 
Actualmente no presta servicio de pasajeros.

## Historia
La estación fue inaugurada en 1876, siendo parte del ferrocarril San Rosendo-Angol. El 23 de octubre de 1923 se autorizan los trabajos para la construcción del edificio principal y la casa para el jefe de la estación.En 1924 se inauguró el nuevo edificio de la estación.
La casa estación fue desmantelada en 2004. La estación prestó servicios de pasajeros en el tren Talcahuano-Renaico entre 2002 y 2008, para posteriormente pasar a ser cerrada.
Hasta 2022 solo quedan restos de los cimientos del edificio principal de la estación, así como la obra gruesa de uno de los edificios de la estación.

## Servicios

### Anteriores
Desde la década de 1990 hasta 2008 existió el Servicio Talcahuano-Renaico que ofrecía un servicio regional para pasajeros; originalmente transitaba entre Talcahuano y Laja, pero en 2002 se extendió el servicio hasta renaico. Luego de 2008 el servicio fue nuevamente acortado hasta Laja.